# Trichosirius
Trichosirius is een geslacht van weekdieren uit de klasse van de Gastropoda (slakken). 

## Soorten
- Trichosirius admeteformis (Maxwell, 1966) †
- Trichosirius cavatocarinatus (Laws, 1940)
- Trichosirius finlayi Laws, 1935 †
- Trichosirius inornatus (Hutton, 1873)
- Trichosirius mangawera (Laws, 1940) †
- Trichosirius octocarinatus Powell, 1931
- Trichosirius reticulatus (Suter, 1917) †
- Trichosirius waihuanus (Marwick, 1965) †